# Markiezenpurperkoet
De markiezenpurperkoet (Porphyrio paepae) is een uitgestorven vogel uit de familie van de rallen (Rallidae). Deze soort is geldig beschreven aan de hand van subfossielen afkomstig uit archeologische opgravingen op de Marquesaseilanden Hiva Oa en Tahuata.
Mogelijk leefde de vogelsoort tot in 1937 op het eiland Hiva Oa. Er is een schilderij van Paul Gauguin uit 1902 waarop de in rechter benedenhoek een hond is afgebeeld met een vogel die mogelijk een markiezenpurperkoet betreft.

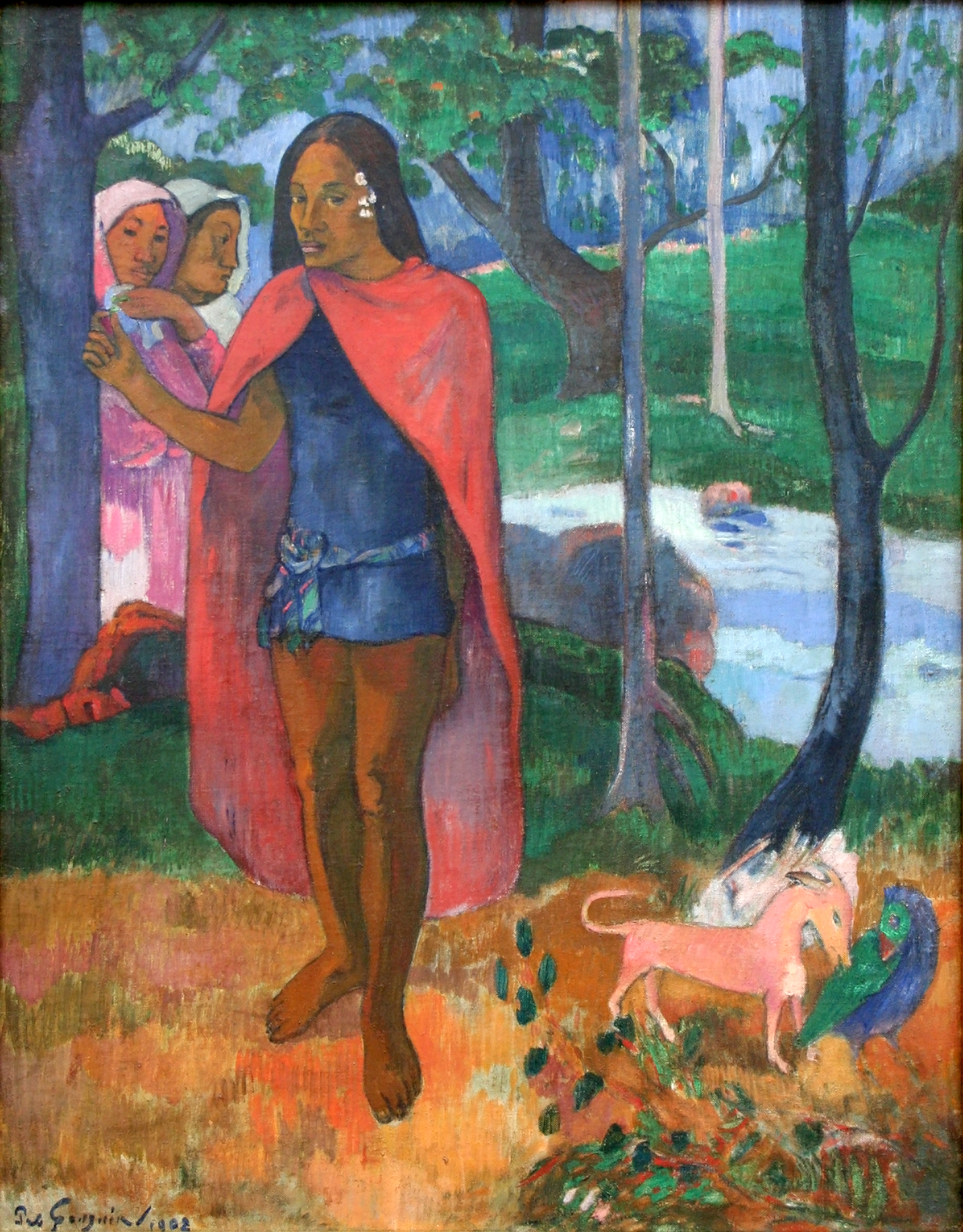
Le Sorcier d'Hiva Oa ou le Marquisien à la cape rouge, schilderij van Paul Gauguin met in de rechter benedenhoek een hond met mogelijk een markiezenpurperkoet